# Шрі-Ланка на літніх Олімпійських іграх 1980
Шрі-Ланку на літніх Олімпійських іграх 1980 року в Москві (СРСР) представляли 4 спортсменів (усі чоловіки), які брали участь лише в естафеті 4×400 метрів серед чоловіків. Атлети Шрі-Ланки не завоювали жодної медалі.

## Легка атлетика
Трекові та шосейні дисципліни
| Самаратне Дхармасена Косала Сахабанду Ньютон Перера Аппунідаж Премачандра | 4 × 400 м, чоловіки | 3:14.4 | 17 | не пройшли | не пройшли | не пройшли | не пройшли | не пройшли | не пройшли |